# Nuenen
Nuenen ist ein Ort in der Gemeinde Nuenen, Gerwen en Nederwetten in der Provinz Noord-Brabant, Niederlande, die oft auch kurz Nuenen oder Nuenen c.a. genannt wird. Mit rund 21.000 Einwohnern ist dieser Ortsteil auch der größte der Gemeinde.
Der Name Nuenen kommt von Nuenhem, was neues Heim bedeutet.
Im 8. Jahrhundert wohnte ein germanischer Stamm an der Stelle, wo heute Nuenen liegt.
Am 4. Dezember 1300 schrieb Herzog Johann II. einen Brief, in dem er bestimmte, dass der Boden an die Einwohner von Nuenen und Gerwen als Lehen zu übertragen ist. Dieser Brief ist erhalten geblieben.
Vincent van Gogh wohnte und arbeitete zwei Jahre (1883–1885) in Nuenen und entwickelte dort seinen eigenen Stil. Er malte über 180 Bilder, darunter sein berühmtes Bild Die Kartoffelesser (De Aardappeleters).
Im Zweiten Weltkrieg kam es am 20. September 1944 während der Operation Market Garden in Nuenen zu Gefechten zwischen US-Amerikanern (506. Parachute Infantry Regiment der 101st Airborne Division) und Deutschen (107. Panzerbrigade). Die Kämpfe während des Krieges sind unter anderem Inhalt der vierten Episode der Miniserie Band of Brothers – Wir waren wie Brüder.

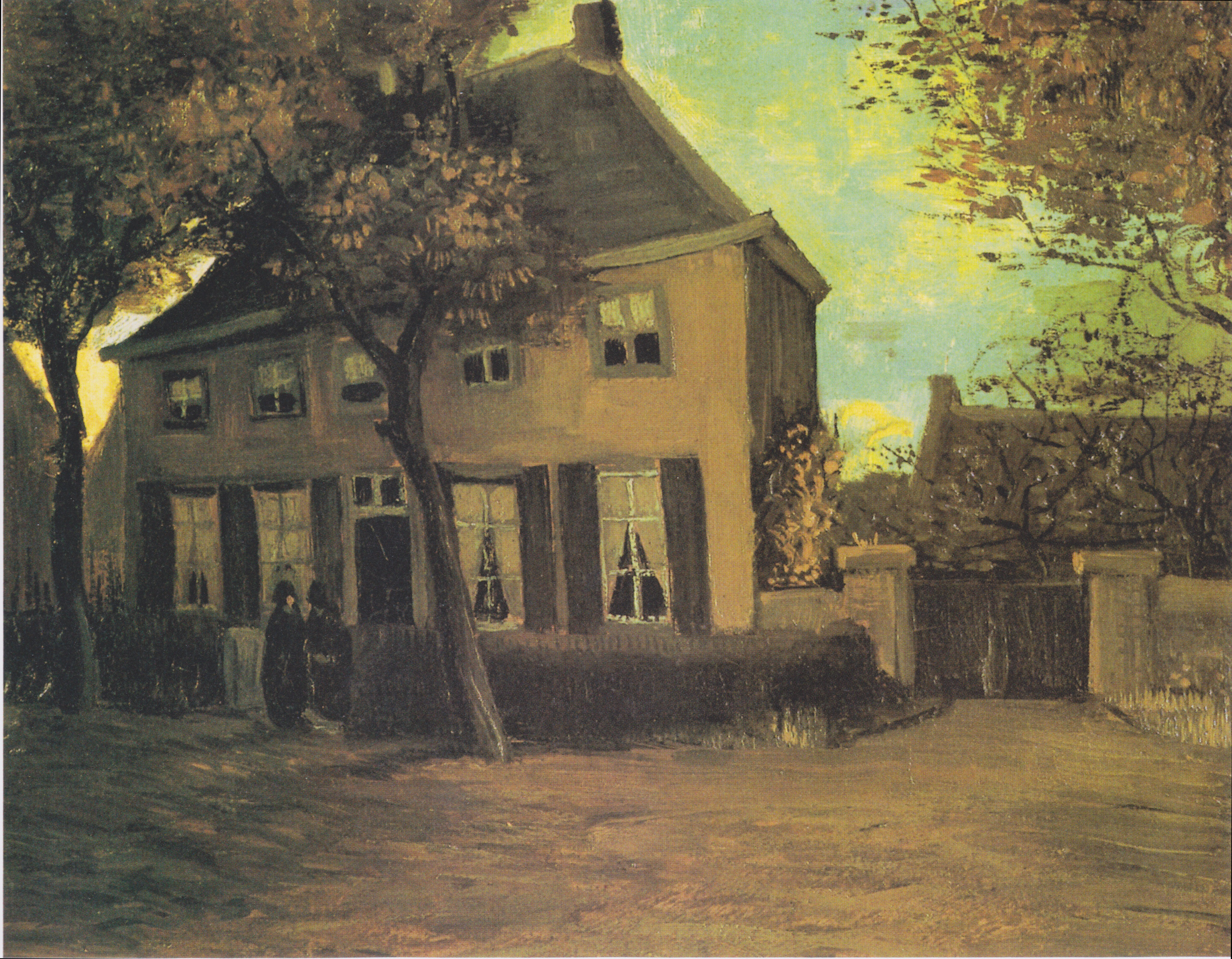
Vincent van Gogh (1853–1890), Das Pfarrhaus in Nuenen, 1885, Öl auf Leinwand, 33 × 43 cm, Rijksmuseum Vincent van Gogh, Amsterdam

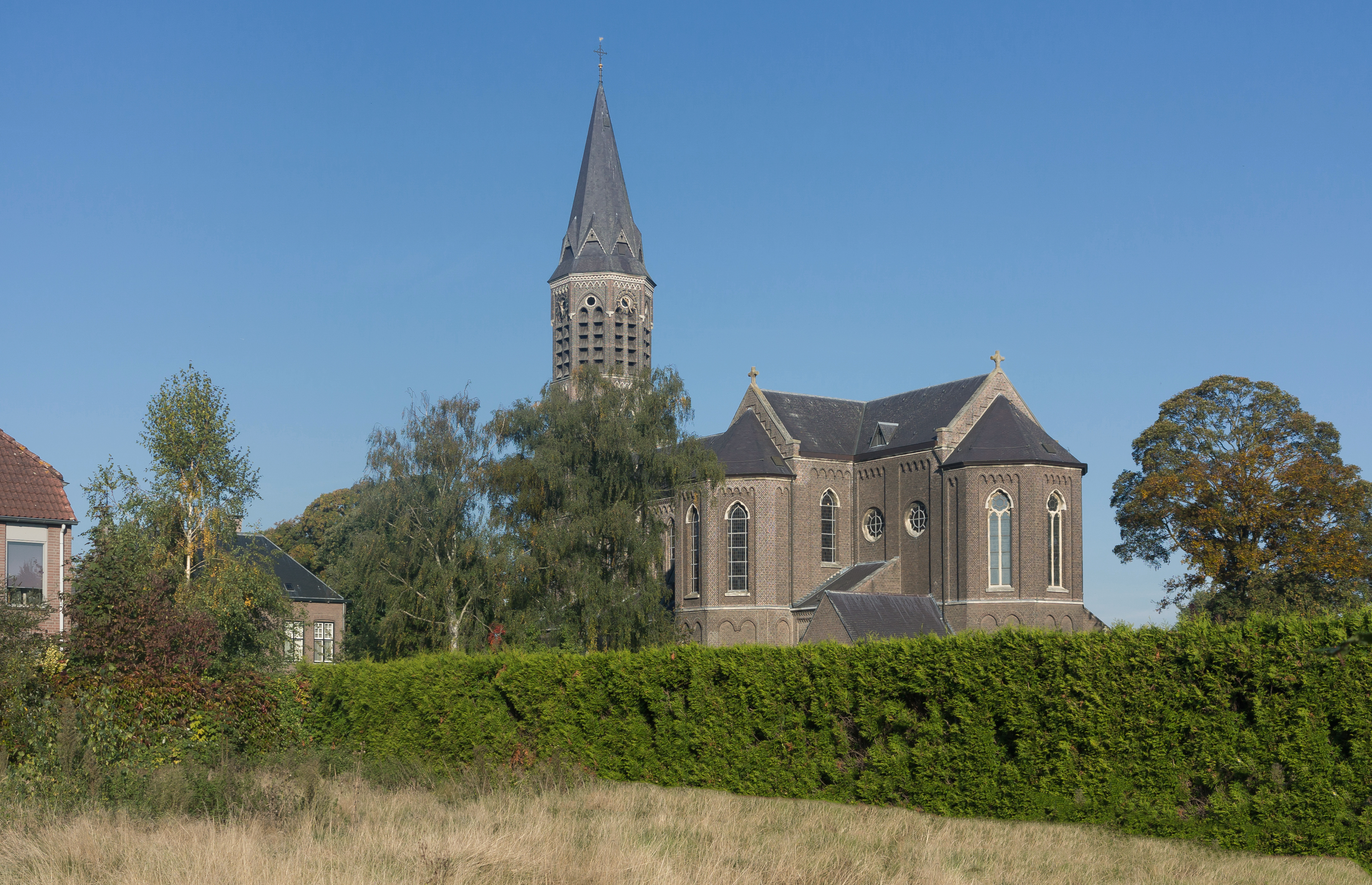
Nuenen, Kirche: de Sint Clemenskerk

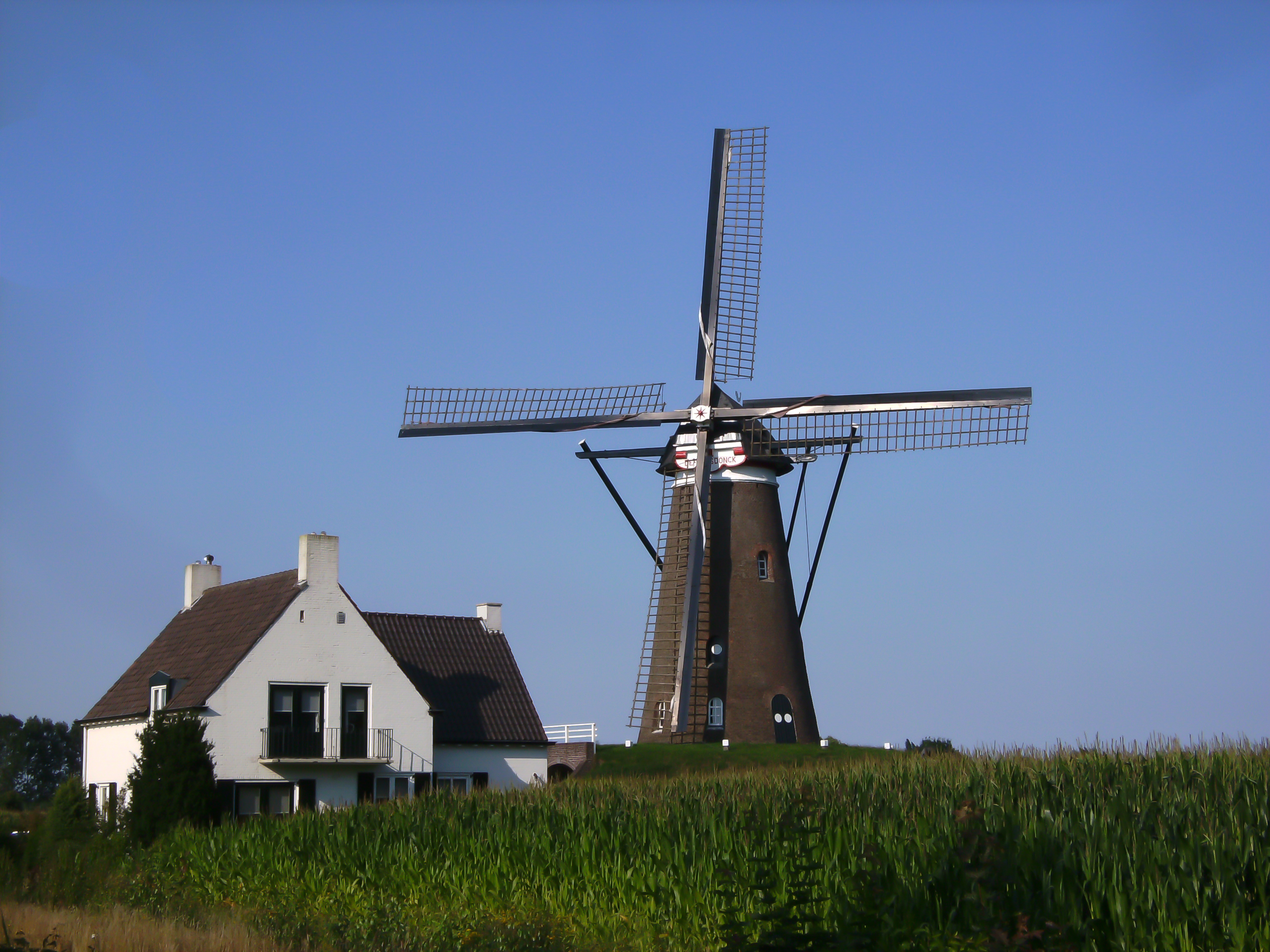
Nuenen, Mühle: de Roosdonck

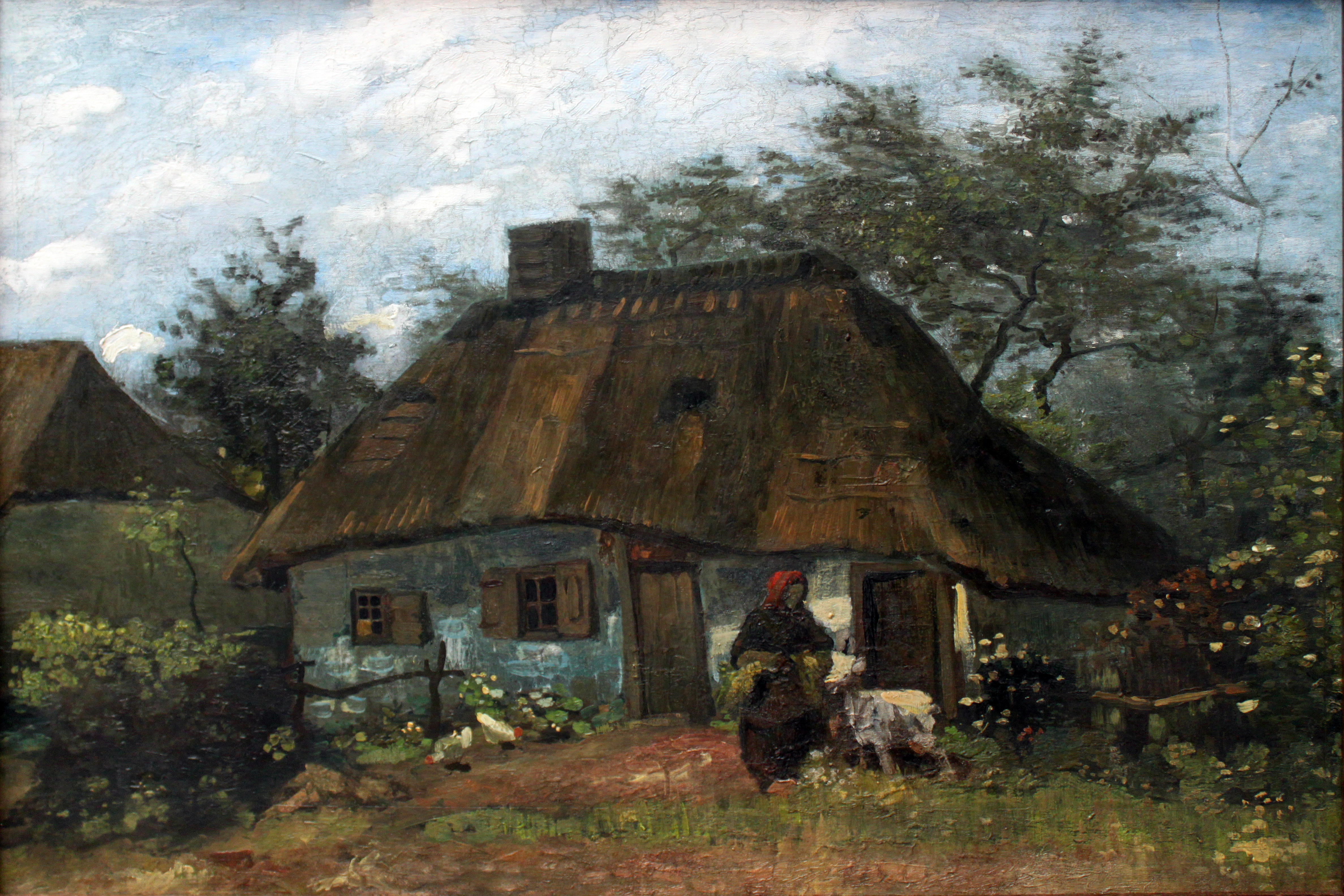
Bauernhaus in Nuenen, van Gogh, 1885, Städelsches Kunstinstitut

## Persönlichkeiten
- Theodorus van Gogh, der Vater Vincent van Goghs, predigte in der Kirche von Nuenen
- Dorthy de Rooij (1946–2002), niederländische Organistin, Komponistin und Musikpädagogin
- Vincent van Gogh, malte hier über 180 Gemälde